# Hornbæk (Helsingør)
Hornbæk is een plaats in de Deense regio Hovedstaden, gemeente Helsingør, en telt 3624 inwoners (2007).

## Geboren
- Victor Nelsson (1998), voetballer